# Дзоппола
Дзо́ппола, иногда Цоппола (итал. Zoppola) — коммуна в Италии, располагается в регионе Фриули-Венеция-Джулия, в провинции Порденоне.
Население составляет 8471 человек (2008 г.), плотность населения составляет 183 чел./км². Занимает площадь 45 км². Почтовый индекс — 33080. Телефонный код — 0434.
Покровителем коммуны почитается святитель Мартин Турский, празднование 11 ноября.

## Демография
Динамика населения:

## Администрация коммуны
- Официальный сайт: http://www.comune.zoppola.pn.it/